# Lautaro Carrera
Lautaro Carrera (Córdoba, 30 maggio 2003) è un calciatore argentino, difensore dell'Instituto (C).

## Caratteristiche tecniche
È un difensore centrale adattabile anche a centrocampo.

## Carriera
Carrera è cresciuto nel settore giovanile dell'Instituto (C), con cui ha firmato il primo contratto professionistico il 21 dicembre 2023. Ha debuttato in prima squadra il 20 ottobre 2024 nell'incontro di Primera División perso 3-2 contro l'Estudiantes (LP).

## Statistiche

### Presenze e reti nei club
Statistiche aggiornate al 2 dicembre 2024.
| Stagione        | Squadra         | Campionato      | Campionato | Campionato | Coppe nazionali | Coppe nazionali | Coppe nazionali | Coppe continentali | Coppe continentali | Coppe continentali | Altre coppe | Altre coppe | Altre coppe | Totale | Totale | Totale |
| Stagione        | Squadra         | Comp            | Pres       | Reti       | Comp            | Pres            | Reti            | Comp               | Pres               | Reti               | Comp        | Pres        | Reti        | Pres   | Reti   |        |
| --------------- | --------------- | --------------- | ---------- | ---------- | --------------- | --------------- | --------------- | ------------------ | ------------------ | ------------------ | ----------- | ----------- | ----------- | ------ | ------ | ------ |
| 2024            | Instituto (C)   | PD              | 4          | 0          | CA+CdL          | 0               | 0               |                    | -                  | -                  |             | -           | -           | 4      | 0      |        |
| Totale carriera | Totale carriera | Totale carriera | 4          | 0          |                 | 0               | 0               |                    | -                  | -                  |             | -           | -           | 4      | 0      |        |